# Pseudacidalia unilineata
Pseudacidalia unilineata är en fjärilsart som beskrevs av Bethune-Baker 1906. Pseudacidalia unilineata ingår i släktet Pseudacidalia och familjen nattflyn. Inga underarter finns listade i Catalogue of Life.